# Shoichi (企業)
株式会社Shoichiは、大阪府大阪市中央区に本社を置く日本のアパレル企業。

## 概要
法人在庫処分に特化した在庫買取業者で、「在庫再生コンサルタント」として在庫を処分したいメーカーの駆け込み寺的存在となり、注目を浴びている。
代表である山本昌一が在庫処分ビジネスを開始したのは大学在学中で、ヤフーオークションを活用し、中古衣料品やブランド品の販売を手がけていた。
プラダの在庫品をイタリアから大量に買い付けて日本で販売している人物と出会い、在庫処分ビジネスに興味を持ち、2005年に創業。アパレルメーカーから売れ残った大量の在庫を買い取り、在庫品を組み合わせて新しいコーディネートを発案するというビジネスモデルで、オンラインショップを中心に商品を販売している。
2021年には経営破綻した株式会社三日月百子から、300円ショップ「ミカヅキモモコ」の一部店舗を事業譲受し、店舗営業を再開させた。

## 沿革
- 2000年 - 山本昌一が、リサイクルブランドアパレルを取り扱うECショップを開業。
- 2004年 - アパレルに特化した在庫処分サービスを開始。インポート商品を取り扱う。
- 2005年1月21日 - 有限会社Shoichiを設立。
- 2005年 - リサイクルブランドアパレルから撤退、在庫処分サービスに集中する。
- 2007年 - 在庫処分サービスにて、国内ブランドの取り扱いが増加。取扱い高の5割を占める。
- 2008年6月21日 - 20歳から28歳前後の女性をターゲットにした「LOVE　FASHION　OUTLET」を開店。ブランド在庫、トレンド衣料を中心にそろえる。
- 2009年 - 自社ブランド「MARTHA」をリリース。
- 2009年 - ベトナム・ハノイに「Kana mode feeling Tokyo」を出店。
- 2011年 - 株式会社Shoichiへ改組。
- 2014年 - 資本金4000万円に増資。
- 2014年 - 小売店舗「Colors[6]」展開を関西にて開始。
- 2018年 - 大阪市中央区へ本社移転。
- 2018年 - オンライン卸ECショップ「アパレル卸問屋.com[7]」を開業。
- 2021年
  - 2月9日 - 株式会社三日月百子から「ミカヅキモモコ」の一部店舗を事業譲受[4]。
  - 3月1日 -「ミカヅキモモコ」の営業を再開させる[5]。
  - 10月 -「Rethink Fashion Program[8]」大阪文化服装学院と協働しファッションを再考・最価値化するコンテスト型プログラムを開催。
- 2022年-小中高および専門学校向け起業家教育のためのアパレル商品提供サービス開始[9]。
- 2023年
  - 7月18日 - 取引数量増加で大阪市に倉庫増床[10]。
  - 7月31日 -廃棄衣料のリサイクルサービスを強化[11]。
- 2024年
  - 1月16日-カラーズミカヅキモモコがMeasure Creation[12]に株式譲渡[13]。
  - 3月25日-三木市：旧上吉川小学校の利活用に係る賃貸借契約を締結[14]。

## メディア掲載情報

### テレビ
- 2009年3月10日放送『ワールドビジネスサテライト』
- 2009年7月21日放送『日経スペシャル ガイアの夜明け』第375回 眠れる在庫を“宝”に ～不況下の企業の駆け込み寺ビジネス～[15] - 在庫処分ビジネスを取材
- 2010年3月12日放送『スーパーJチャンネル』
- 2018年7月24日放送『日経スペシャル ガイアの夜明け』第824回 「余った服」で「福」が来る![16]
- 2018年9月13日放送『クローズアップ現代』[17]
- 2019年3月5日放送『スッキリ』[18]
- 2024年1月19日放送『日経スペシャル ガイアの夜明け』第1098回[19]

### ラジオ
- 2018年9月19日放送 文化放送・The News Masters TOKYO『マスターズインタビュー』[20]
- 2018年9月20日放送 文化放送・The News Masters TOKYO『マスターズインタビュー』[21]

### 雑誌
- 2015年『信用情報』掲載
- 2016年『日経ビジネス』掲載

### 新聞
- 2016年4月14日「日本ネット掲載新聞」掲載
- 2016年4月28日『繊研新聞』掲載
- 2018年7月3日『朝日新聞』掲載

### その他
- 2013年『ドリームゲート事務局』掲載
- 2016年7月22日「関西ファッション連合」掲載
- 2021年12月9日消費者庁開催イベント参加『ファッションから考えるサステナブルな未来 ～わたしたちができること～』[22]
- 2022年6月14日掲載『my SDG』[23]